# 軟鼻鯰
軟鼻鯰，為輻鰭魚綱鯰形目毛鼻鯰科軟鼻鯰屬的其中一種。分布於南美洲哥倫比亞Caquetá河流域，體長可達2公分。